# Агутиевые
Агу́тиевые (лат. Dasyproctidae) — семейство млекопитающих отряда грызунов. Объединяет 2 рода, широко распространённых в лесах тропического пояса Нового Света. В ископаемом виде известны с олигоцена.

## Описание
Это довольно крупные грызуны, внешне напоминающие одновременно короткоухих кроликов и ископаемых предков современной лошади. Длина их тела достигает 80 см, масса взрослой особи — 10 кг. Телосложение лёгкое, приспособленное к быстрому бегу; конечности довольно высокие, особенно задние. Передние конечности 4-х палые, задние 3-х или 5-и палые. Пальцы вооружены толстыми когтями, иногда напоминающими копыта. Хвост короткий — 1—7 см. Мех густой, грубый, но блестящий. Окраска волосяного покрова от черноватой до желтоватой, с более светлым брюхом. Имеются специфические анальные кожные железы, выделяющие секрет с сильным запахом. Характерны защёчные мешки. Сосков 2 или 4 пары. Зубов — 20.

## Распространение
Представители семейства населяют тропические леса. 

## Поведение
Ведут одиночный образ жизни; обитают в норах. Питаются преимущественно растительными кормами (листьями, плодами, орехами, корнями, корой), могут запасать пищу. Агутиевые прекрасно бегают и неплохо плавают; в целом повадками и экологией напоминают маленьких антилоп. 

## Взаимодействие с людьми
Наносят ущерб посевам и плантациям. Местное население охотится за ними ради вкусного мяса.

## Классификация
В семействе 2 рода с 15 видами:
- Агути (Dasyprocta)
  - Агути Азары (Dasyprocta azarae)
  - Койбанский агути (Dasyprocta coibae)
  - Dasyprocta croconota
  - Чёрный агути (Dasyprocta fuliginosa)
  - Оринокский агути (Dasyprocta guamara)
  - Dasyprocta iacki
  - Агути Калиновского (Dasyprocta kalinowskii)
  - Бразильский агути (Dasyprocta leporina)
  - Мексиканский агути (Dasyprocta mexicana)
  - Черноспинный агути (Dasyprocta prymnolopha)
  - Центральноамериканский агути (Dasyprocta punctata)
  - Роатанский агути (Dasyprocta ruatanica)
  - Dasyprocta variegata
- Пунчаны (Myoprocta)
  - Пунчана (Myoprocta acouchy)
  - Myoprocta pratti